# Campionati del mondo di atletica leggera 2015 - Lancio del giavellotto maschile
La gara di lancio del giavellotto maschile si è svolta tra il 24 e il 26 agosto 2015.

## Podio
| Pos.    | Atleta         | Nazionalità | Misura |
| ------- | -------------- | ----------- | ------ |
| Oro     | Julius Yego    | Kenya       | 92.72  |
| Argento | Ihab El-Sayed  | Egitto      | 88.99  |
| Bronzo  | Tero Pitkämäki | Finlandia   | 87.64  |

## Situazione pre-gara

### Record
Prima di questa competizione, il record del mondo (RM) e il record dei campionati (RC) erano i seguenti.
| Record                | Prestazione | Atleta                | Data                            | Competizione  |
| --------------------- | ----------- | --------------------- | ------------------------------- | ------------- |
| Record mondiale       | 98,48 m     | Jan Železný Rep. Ceca | 25 maggio 1996 Jena, Germania   |               |
| Record dei campionati | 92,80 m     | Jan Železný Rep. Ceca | 12 agosto 2001 Edmonton, Canada | Mondiali 2001 |

### Campioni in carica
I campioni in carica, a livello mondiale e olimpico, erano:
| Campione | Atleta                            | Prestazione | Data                               | Competizione               |
| -------- | --------------------------------- | ----------- | ---------------------------------- | -------------------------- |
| Olimpico | Keshorn Walcott Trinidad e Tobago | 84,58 m     | 11 agosto 2012 Londra, Regno Unito | Giochi della XXX Olimpiade |
| Mondiale | Vítězslav Veselý Rep. Ceca        | 87,17 m     | 17 agosto 2013 Mosca, Russia       | Mondiali 2013              |

### La stagione
Prima di questa gara, gli atleti con le migliori tre prestazioni dell'anno erano:
| Pos. | Atleta                            | Prestazione | Data                                  |
| ---- | --------------------------------- | ----------- | ------------------------------------- |
| 1    | Julius Yego Kenya                 | 91,39 m     | 7 giugno 2015 Birmingham, Regno Unito |
| 2    | Keshorn Walcott Trinidad e Tobago | 90,16 m     | 9 luglio 2015 Losanna, Svizzera       |
| 3    | Thomas Röhler Germania            | 89,27 m     | 8 agosto 2015 Kuortane, Finlandia     |

## Risultati

### Qualificazioni
Si qualificano per la finale gli atleti che raggiungono gli 83,00 m (Q) o le migliori 12 prestazioni (q).
| Pos. | Gruppo | Nome                    | Nazionalità       | 1ª prova | 2ª prova | 3ª prova | Misura | Note |
| ---- | ------ | ----------------------- | ----------------- | -------- | -------- | -------- | ------ | ---- |
| 1    | B      | Andreas Hofmann         | Germania          | 86.14    |          |          | 86.14  | Q,   |
| 2    | A      | Ryohei Arai             | Giappone          | 79.50    | 81.28    | 84.66    | 84.66  | Q,   |
| 3    | B      | Julius Yego             | Kenya             | 80.79    | 84.46    |          | 84.46  | Q    |
| 4    | B      | Vítězslav Veselý        | Rep. Ceca         | 83.63    |          |          | 83.63  | Q    |
| 5    | B      | Tero Pitkämäki          | Finlandia         | 79.67    | 83.43    |          | 83.43  | Q    |
| 6    | A      | Braian Toledo           | Argentina         | 83.32    |          |          | 83.32  | Q,   |
| 7    | A      | Thomas Röhler           | Germania          | 81.73    | 78.70    | 83.23    | 83.23  | Q    |
| 8    | B      | Ihab El-Sayed           | Egitto            | 82.85    | –        | –        | 82.85  | q    |
| 9    | A      | Antti Ruuskanen         | Finlandia         | x        | 82.20    | x        | 82.20  | q    |
| 10   | B      | Kim Amb                 | Svezia            | 81.63    | x        | –        | 81.63  | q    |
| 11   | B      | Risto Mätas             | Estonia           | 72.93    | 77.72    | 81.56    | 81.56  | q    |
| 12   | B      | Johannes Vetter         | Germania          | 79.40    | 79.48    | 80.86    | 80.86  | q    |
| 13   | B      | Tanel Laanmäe           | Estonia           | 76.79    | 73.90    | 80.65    | 80.65  |      |
| 14   | A      | Ari Mannio              | Finlandia         | 80.19    | 77.79    | x        | 80.19  |      |
| 15   | B      | Júlio César de Oliveira | Brasile           | 79.81    | 78.36    | 79.51    | 79.81  |      |
| 16   | A      | Lars Hamann             | Germania          | 79.56    | 77.78    | 76.44    | 79.56  |      |
| 17   | B      | Zhao Qinggang           | Cina              | x        | 79.47    | 75.77    | 79.47  | SB   |
| 18   | A      | Hamish Peacock          | Australia         | 75.15    | 79.37    | 78.99    | 79.37  |      |
| 19   | B      | Rolands Štrobinders     | Lettonia          | 79.11    | 76.88    | x        | 79.11  |      |
| 20   | A      | Jakub Vadlejch          | Rep. Ceca         | 73.47    | 78.95    | x        | 78.95  |      |
| 21   | B      | Marcin Krukowski        | Polonia           | 78.91    | 77.11    | 78.91    | 78.91  |      |
| 22   | A      | Magnus Kirt             | Estonia           | 74.73    | 78.84    | 77.08    | 78.84  |      |
| 23   | A      | Stuart Farquhar         | Nuova Zelanda     | 78.30    | x        | 77.53    | 78.30  |      |
| 24   | A      | Riley Dolezal           | Stati Uniti       | x        | 73.41    | 77.64    | 77.64  |      |
| 25   | A      | Dmitriy Tarabin         | Russia            | 71.78    | 77.48    | 74.82    | 77.48  |      |
| 26   | A      | Keshorn Walcott         | Trinidad e Tobago | x        | 75.16    | 76.83    | 76.83  |      |
| 27   | B      | Huang Shih-peng         | Taipei cinese     | x        | 75.72    | x        | 75.72  |      |
| 28   | A      | Rocco van Rooyen        | Sudafrica         | 70.38    | 75.55    | x        | 75.55  |      |
| 29   | B      | Sean Furey              | Stati Uniti       | x        | 72.64    | 75.01    | 75.01  |      |
| 30   | B      | Petr Frydrych           | Rep. Ceca         | 73.77    | 74.24    | x        | 74.24  |      |
| 31   | A      | Sam Crouser             | Stati Uniti       | 70.47    | x        | 73.88    | 73.88  |      |
| 32   | B      | Valeriy Iordan          | Russia            | 73.22    | x        | 73.43    | 73.43  |      |
| 33   | A      | Patrik Zenúch           | Slovacchia        | 69.31    | x        | r        | 69.31  |      |

### Finale
| Pos.   | Nome             | Nazionalità | 1ª prova | 2ª prova | 3ª prova | 4ª prova | 5ª prova | 6ª prova | Misura | Note                                     |
| ------ | ---------------- | ----------- | -------- | -------- | -------- | -------- | -------- | -------- | ------ | ---------------------------------------- |
| center | Julius Yego      | Kenya       | x        | 82.42    | 92.72    | –        | –        | x        | 92.72  | ,                                        |
| center | Ihab El-Sayed    | Egitto      | 86.07    | 88.99    | x        | x        | x        | x        | 88.99  | Miglior prestazione personale stagionale |
| center | Tero Pitkämäki   | Finlandia   | 83.45    | 85.03    | 85.08    | 87.64    | 84.49    | 87.34    | 87.64  |                                          |
| 4      | Thomas Röhler    | Germania    | 86.68    | 86.03    | 86.77    | 87.18    | 84.00    | 87.41    | 87.41  |                                          |
| 5      | Antti Ruuskanen  | Finlandia   | 76.24    | 81.29    | 87.12    | 80.63    | 84.30    | x        | 87.12  |                                          |
| 6      | Andreas Hofmann  | Germania    | 79.38    | 77.33    | 84.85    | 82.43    | x        | 86.01    | 86.01  |                                          |
| 7      | Johannes Vetter  | Germania    | 83.79    | 81.98    | 80.28    | x        | 79.43    | x        | 83.79  |                                          |
| 8      | Vítězslav Veselý | Rep. Ceca   | 78.38    | x        | 83.13    | 81.45    | 82.98    | x        | 83.13  |                                          |
| 9      | Ryohei Arai      | Giappone    | 80.81    | 83.07    | x        |          |          |          | 83.07  |                                          |
| 10     | Braian Toledo    | Argentina   | 78.27    | 78.30    | 80.27    |          |          |          | 80.27  |                                          |
| 11     | Kim Amb          | Svezia      | 77.38    | 75.77    | 78.51    |          |          |          | 78.51  |                                          |
| 12     | Risto Mätas      | Estonia     | 75.79    | 70.10    | 76.79    |          |          |          | 76.79  |                                          |